# Институт Сенгера
Институт Сенгера (англ. The Wellcome Trust Sanger Institute) — геномный исследовательский центр в Кембриджшире. Основан в 1992 году фондом Wellcome Trust и Британским Советом по Медицинским Исследованиям с целью исследования генома человека и других организмов. Назван в честь исследователя Фредерика Сенгера, дважды удостоенного Нобелевской премии по химии. Первым директором института был нобелевский лауреат Джон Салстон. 
В число проектов, осуществляемых в институте, входят:
- Проект «Геном человека»
- Проект «Геном рака»
- Проект «От генов к когниции»
- Проект GENCODE

## Директора Института Сенгера
- Джон Салстон (1992—2000)
- Allan Bradley[англ.] (2000—2010)
- Майкл Стрэттон[англ.] (С 2010 года)